# Westergellersen
Westergellersen là một đô thị của huyện Lüneburg, bang Niedersachsen, Đức. Đô thị này có diện tích 20,38 km².